# Strawberry JAM (バンド)
Strawberry JAM（ストロベリー・ジャム）は、1999年（平成11年）から2004年（平成16年）に活動していた、日本のスリーピース・ガールズバンド。SME Records、アミューズに所属していた。

## 概要
1999年、「いちご中毒」というバンド名で結成。その後、「ストロベリージャンキー」に改名。しかし「ジャンキー」という言葉が薬物依存症をイメージさせるという指摘があったため、「Strawberry JAM」へと改名した。
2000年（平成12年）に『爆音!てっぺんリーグ』（日本テレビ）で初代グランドチャンピオンとなり、同年5月にメジャーデビュー。
2000年代初期の屈指のギャルバンドブームの中で「カッコいいロック」をコンセプトに活動し、当時の主流であったZONEやWhiteberryのバンドルスタイルとは一線を画した活動を行っていた。「希望峰」が『スパイラル －推理の絆－』のオープニングテーマに起用されスマッシュヒットを記録するも、その後はヒットに恵まれず、2004年（平成16年）4月に活動休止（実質解散）を発表。
四国4県ではFMラジオ番組に出演し、4年近く続いた。

## メンバー
- ふじの
ボーカル&ギター。YUKIを彷彿とさせる独特のヴォーカルで多くの評価を得た。現在は名義を｢FUJINO｣と変えATTACK HAUSのメンバーとして活躍後、s☆fのボーカルとして活躍。2010年、新バンドthe〓bibidibabidiBOOO! (ザ・ビビデバビデブー)を結成。
- あき
ドラム。活動休止後はindigo7等のバンドサポートとして参加する。2010年、the〓bibidibabidiBOOO!に参加。
- さち
ベース。活動休止後sleepy dogのメンバーに加入するも、結婚を機に脱退した。

## 代表曲
希望峰 (きぼうほう)
- 『スパイラル －推理の絆－』のオープニングに採用され、同グループでは現在唯一のシングルヒット曲となる。覚えやすいメロディーと歌詞から、カラオケにも数多く登録されている。
- 女子プロレスラー栗原あゆみの入場テーマ曲。

## ディスコグラフィー

### シングル
販売元は全てSME。

### 参加作品

#### コンピレーションアルバム
| 発売日        | タイトル                                                  | 曲順 | 楽曲               |
| ------------- | --------------------------------------------------------- | ---- | ------------------ |
| 2001年9月19日 | Girls Style Vol.1 -21st century ニューパワー編-           | M.8  | 魔法をかけて       |
| 2002年8月07日 | sweets 〜cutie pop collection                             | M.8  | サバイバル・ゲーム |
| 2003年3月19日 | スパイラル 〜推理の絆〜 TVアニメーション サウンドトラック | M.1  | 希望峰             |

## タイアップ一覧
| 使用年 | 曲名               | タイアップ                                                          |
| ------ | ------------------ | ------------------------------------------------------------------- |
| 2000年 | 魔法をかけて       | 日本テレビ系『爆音!てっぺんリーグ』エンディングテーマ               |
| 2000年 | 魔法をかけて       | ジーパラドットコム CMソング                                         |
| 2001年 | Tokyo taste        | TBS系『ランク王国』オープニングテーマ                               |
| 2002年 | サバイバル・ゲーム | TBS系『オフレコ!』テーマソング（2002年1月 - 3月）                   |
| 2002年 | 赤い三日月         | テレビ朝日系『世界痛快伝説!!運命のダダダダーン!』エンディングテーマ |
| 2002年 | 希望峰             | テレビ東京系アニメ『スパイラル -推理の絆-』オープニングテーマ       |
| 2003年 | 放浪BIRD           | 日本テレビ系『三宅裕司のドシロウト』エンディングテーマ              |
| 2003年 | 放浪BIRD           | NTT DoCoMo東北「505iシリーズ」CMソング                              |
| 2003年 | 放浪BIRD           | チバテレ『高校野球ダイジェスト』オープニングテーマ                  |
| 2003年 | 永遠の羽           | 九州朝日放送『ドォーモ』エンディングテーマ                          |
| 2003年 | 永遠の羽           | KBS京都『Go on』エンディングテーマ                                  |

## ヘビーローテーション/パワープレイ

### テレビ
| 放送年 | 曲名   | ヘビーローテーション/パワープレイ            |
| ------ | ------ | -------------------------------------------- |
| 2002年 | 希望峰 | 日本テレビ系『AX MUSIC-TV 00』番組リコメンド |

## 出演

### ラジオ
- Strawberry JAM いちごのゴマ（2000年 - 2004年、FM愛媛・FM香川・FM徳島・Hi-Six）